# Gare de Blanc-Misseron
Gare de Blanc-Misseron vasútállomás Franciaországban, Crespin településen.

## Vasútvonalak
Az állomást az alábbi vasútvonalak érintik:
- Douai-Blanc-Misseron-vasútvonal

## Kapcsolódó állomások
A vasútállomáshoz az alábbi állomások vannak a legközelebb: